# Нордман, Борис Давыдович
Борис (Бернхард) Давыдович Нордман (1808—1877) — адмирал (с 1876 года) русского флота шведского происхождения.
Нордман учился в Морском корпусе в Петербурге с 1821 по 1826 год. Друг и сподвижник Александра Сергеевича Меншикова, некоторое время его адъютант. Участвовал в Греческой войне за независимость и битве при Наварино. 3 апреля 1846 года награждён орденом Св. Анны II степени с пожалованием 18 января 1850 года к нему императорской короны. С 1853 по 1874 год был генерал-директором лоцманской службы в Финляндии, после чего перешёл в Морское министерство России и служил там до своей смерти в 1877 году. Нордман был произведён в адмиралы в 1876 г. В 1870 г. появилась автобиография «Некоторые воспоминания и черновики».
6 декабря 1854 года награждён орденом Св. Владимира III степени.
Скончался в Санкт-Петербурге.

## Семья
Дети:
- Наталья Нордман, известная под псевдонимом Северова, была фактической женой художника Ильи Репина, пропагандисткой вегетарианства, автором «Поваренной книги для голодающих»[6].

Братья:
- Александр фон Нордман — зоолог, ботаник и палеонтолог.
- Фёдор Давыдович Нордман — адмирал.